# Poecilia salvatoris
Poecilia salvatoris är en fiskart som beskrevs av Regan, 1907. Poecilia salvatoris ingår i släktet Poecilia och familjen Poeciliidae. Inga underarter finns listade i Catalogue of Life.